# Deus vult

«Deus lo vult» — девиз ордена Гроба Господня (1824)

Deus vult (с лат. — «Этого хочет Бог», иначе «Воля Божья»; фр. Dieu le veut) — клич христиан во время провозглашения первого крестового похода римским папой Урбаном II на Клермонском соборе в 1095 году. Также боевой клич Готфрида Бульонского (ок. 1060—1100) и его крестоносцев.
Deus lo vult (с лат. — «так хочет Бог»), производная фраза на вульгарной, а не классической латыни, является девизом Иерусалимского ордена Святого Гроба Господня, католического военного ордена.
Адмирал Альфред Тайер Мэхэн, протестант-епископал, использовал выражение для своего аргумента «владычества Христа» как «по сути имперского» и что у «христианства и войны» было много общего: «„Deus vult!“ говорю я. Это был крик крестоносцев и пуритан, и я сомневаюсь, что человек когда-либо говорил что-то благороднее».

## Прочее использование
Джордж Флэфф в 1947 году использовал Deus Non Vult в качестве названия исследования постепенной утраты энтузиазма к крестовым походам в конце XII века, выразившейся, в частности, в ранней критике крестовых походов английским хронистом Ральфом Нигером, автором трактата «О военном деле третьего похода пилигримов на Иерусалим» (1194).
Фраза «Deus vult» упоминается в историческом контексте в компьютерной игре Crusader Kings 2 (2012). Позднее выражение переросло в интернет-мем, завоевав популярность среди альт-правого движения в целом и среди сторонников Дональда Трампа во время президентских выборов 2016 года в США в частности. Фраза стала «своего рода кодовым словом, хештегом, распространённым в правых социальных сетях и граффити».
Девиз также используется националистическими группами в Европе, и он был изображён на больших баннерах во время маршей, посвящённых Дню национальной независимости Польши в 2017 году.